# Китайские доспехи

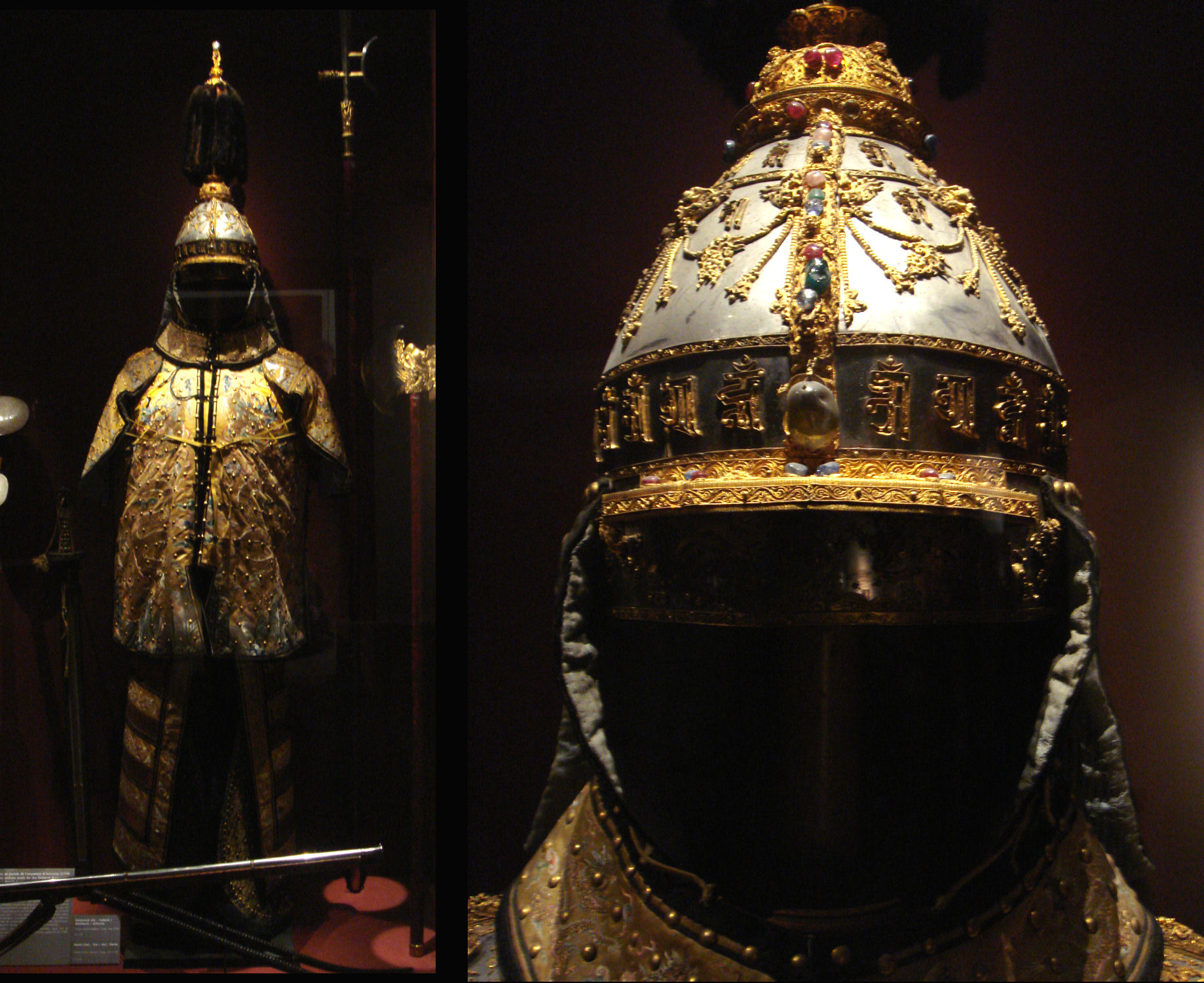
Церемониальная военная форма императора Цяньлуна (1735—1796 гг.), Музей армии, Париж.

Китайские доспехи — общее название средств индивидуальной защиты (доспехи) военнослужащих войск в Китайской империи, различных династий.
Китай имеет долгую историю развития брони и оружия. В Китае было много разновидностей брони, но наиболее распространенными стали ламеллярные, бригантинные, и чешуйчатые.

## Древняя броня: От династии Шан до династии Хань

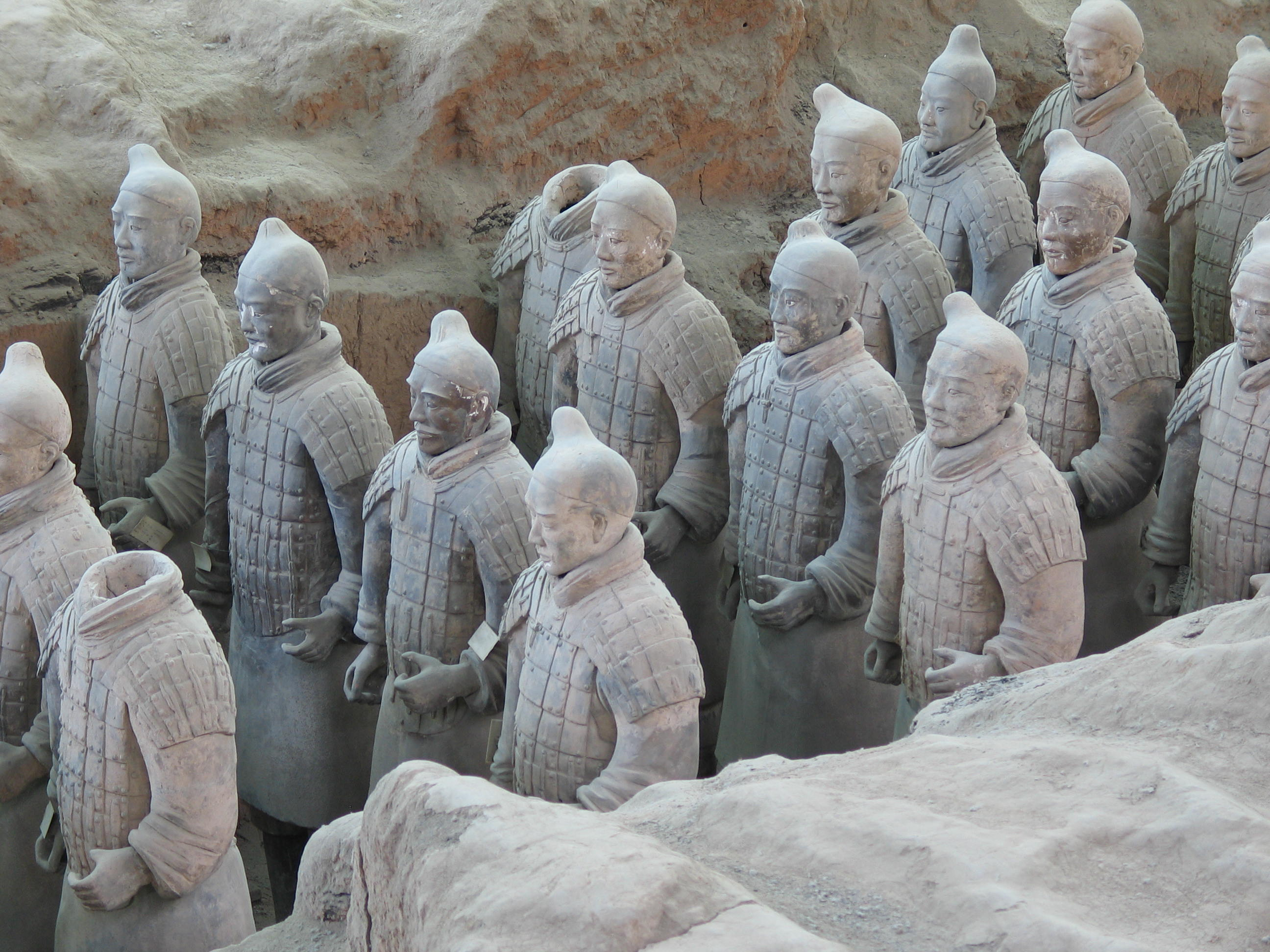
Статуи солдат Терракотовой армии, династии Цинь, 210 г. до н. э.

Первоначально броня была исключительно для дворян. Позже появились бронзовые и кожаные доспехи, появились простые цельные нагрудники, пластинчатые кирасы. Большинство из них были очень сложными и украшенными, и часто были очень тяжелыми. Большинство дворян сражались на боевых колесницах, поэтому вес брони не был основным фактором в их создании.
После падения династии Шан, династия Чжоу использовала много типов оружия и брони, из династии Шан. Тем не менее, династия Чжоу имела много своих типов брони. Одним из типом был gé jiǎ (革甲), дословно кожаный панцирь. При создании использовалась шкура буйвола и носорога. Из-за исчезновения носорогов в регионе, буйвол стал наиболее распространенным материалом. Другой тип брони, используемой в период династии Чжоу, был вей-цзя, сделанный из отварной кожи с тканевой подкладкой. Красный лак часто использовался для формирования защитного слоя для большинства брони, используемой при династии Чжоу.

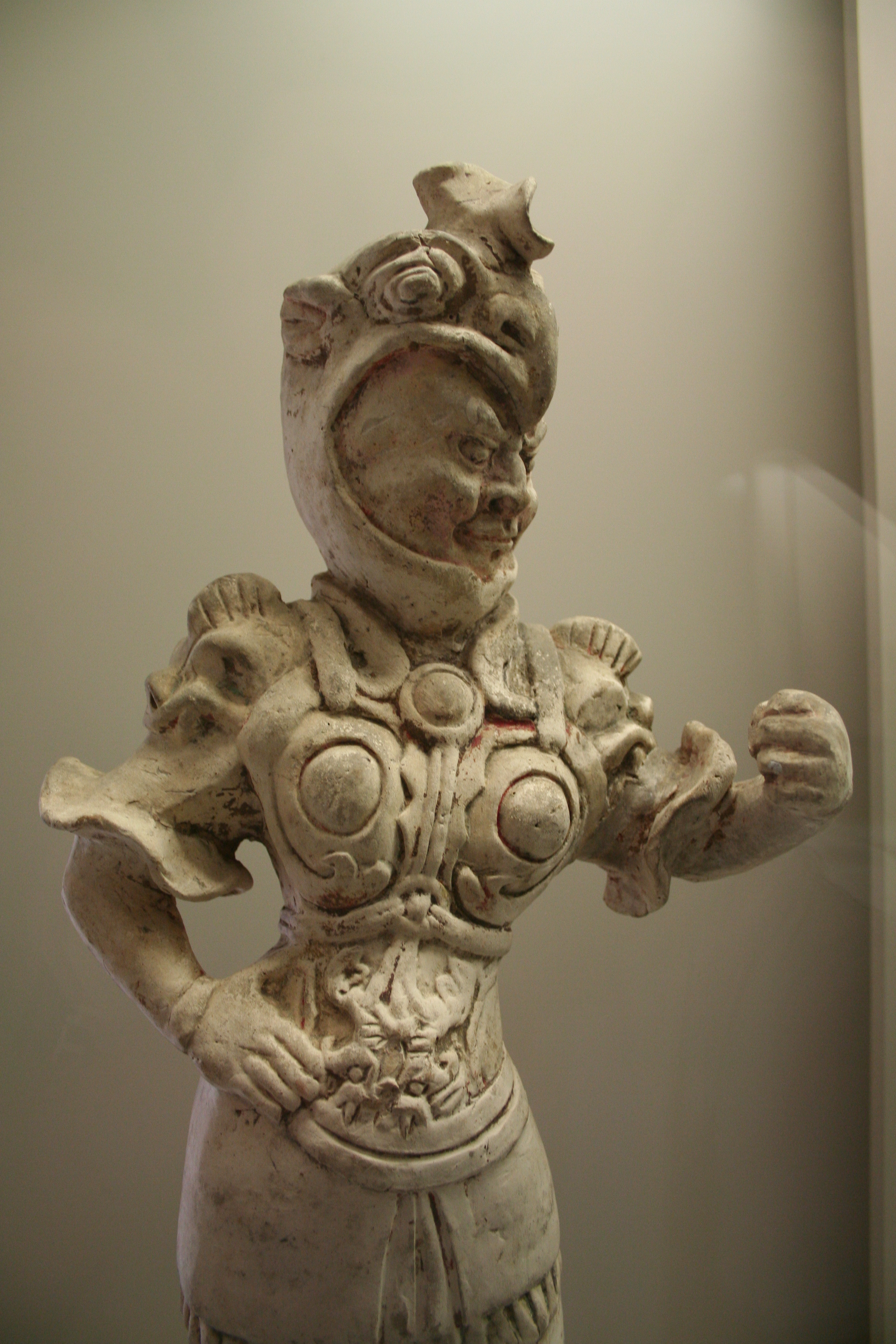
Гробница (wushi yong), терракота, династии Тан, начало VIII века

Колесницы широко использовались в период Вёсен и Осеней. Колесницы в основном использовались как ударное оружие и платформа для лучников. Поскольку колесница была ограничена ровной местностью, колесницы могли быть побеждены при сражении с хорошо организованной пехотой. В колесницы династии Шан часто запрягали двух лошадей. При династии Чжоу уже запрягали до четырёх лошадей.

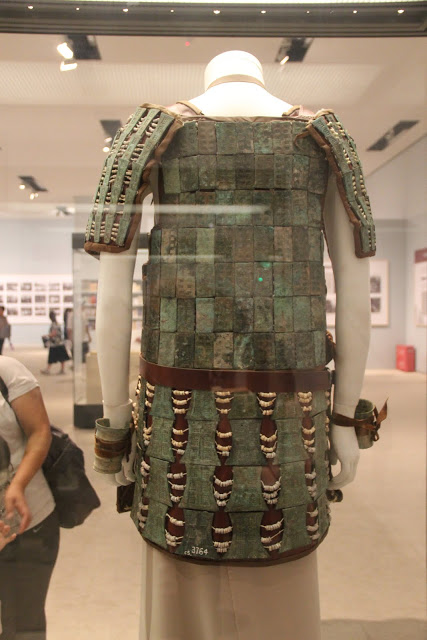
Парадный бронзовый доспех династии Шан

Колесницы династии Чжоу были защищены кожей, а иногда с навесом защищающим экипаж от погодных условий, но он, вероятно, снимался перед боем. Колесницы были защищены бронёй из шкур животных, наиболее популярным была кожа тигра, хотя иногда лошади носили ламеллярный бард из кожи, который защищал сундуки и шеи лошадей. Использование колесницы сократилось во время периода Сражающихся царств, вероятно, из-за введения арбалета и кавалерии.
Большинство государств периода Сражающихся царств содержали большие армии, численность которых составляла от 30 000 до 100 000 человек. С технологиями и ресурсами того времени невозможно было предоставить всем солдатам доспехи. Броня была наиболее распространена среди богатых или более высокопоставленных воинов. В период Сражающихся царств большая часть брони была сделана из кожи или бронзы (иногда железа) или их комбинации. Металл, который использовался больше всего для военных целей, был бронза. Чугун начал появляться в V веке до нашей эры, но не заменял бронзу до 2-го века до нашей эры.
Большинство пехотинцев носили ламеллярный доспех или пальто из пластин. Ламеллярный доспех, который носили пехотинцы, был сделан из сотен небольших перекрывающихся металлических и / или кожаных пластин, соединенных друг с другом, чтобы сделать гибкий и легкий слой брони. Пальто из пластин состояло из сотен небольших неперекрывающихся металлических или кожаных плит, сшитых или склеенных вместе. Часто использовались шлемы, но кожаные колпачки, по-видимому, были более распространены для наземной пехоты.
В течение большей части периода Сражающихся царств большинство частей легкой кавалерии служили стрелками — таким образом, броня для кавалерии была редкой, поскольку она не рассматривалась как необходимая. Броня для более тяжелой конницы, как правило, была легче, чем у пехоты. Кавалерийская броня обычно состояла целиком из кожи и не имела защиты плеч. Однако в эпоху позднего периода Сражающихся царств и последующих династий кавалерийская броня постепенно становится более тяжелой и более сложной.

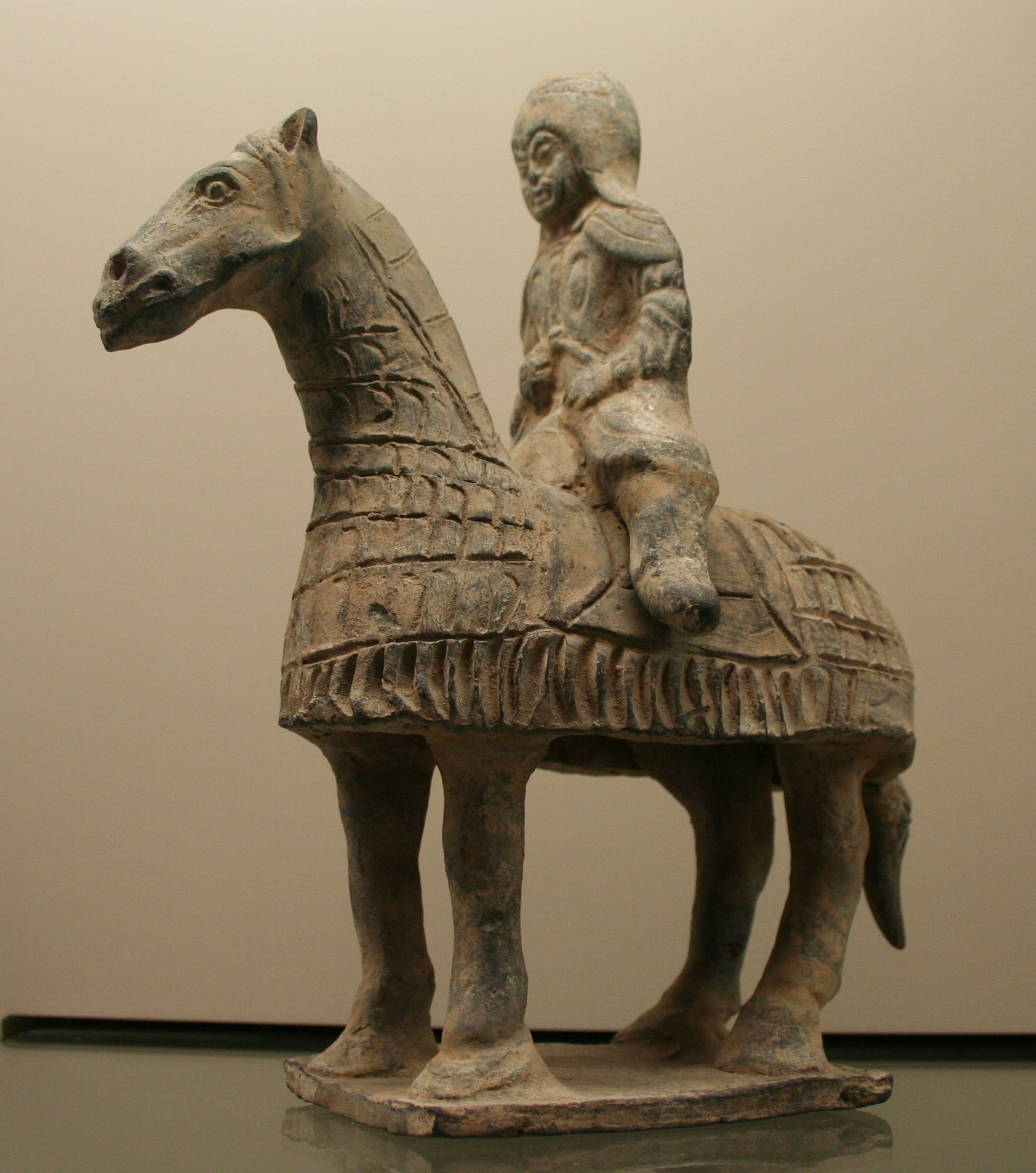
Всадник, терракота, Северная Вэй (386—534 гг.)

Большое количество информации о развития брони в течение этого периода исходит от терракотовой армии из мавзолея Цинь Шихуанди, первого императора династии Цинь. Некоторые терракотовые воины не носили доспехов; предполагается, что большинство из них — призывники, играющие роль стрелков или вспомогательных войск для колесниц. Они вооружены арбалетами и обычно располагаются перед фронтами. Из-за раннего использования арбалетной технологии эти призывники могут не нуждаться в доспехах для тесных боевых действий, вместо этого используя более мобильную тактику, подобную стрельбе из винтовок или мушкетов по рядам. Из найденных таким образом терракотовых воинов, в яме 1 есть приблизительно 61 процент солдат, носящих броню, яме 2 более 90 процентов, а в яме 3, находящаяся в командном комплексе, 100 процентов.
Следы черной краской на доспехах статуй свидетельствуют о том, что в период династии Цинь, возможно, использовали покрытые чёрным лаком пластины образующие слой ламеллярной брони. Было обнаружено много разных стилей брони, но примеры доспехов из древнего Китая редки.

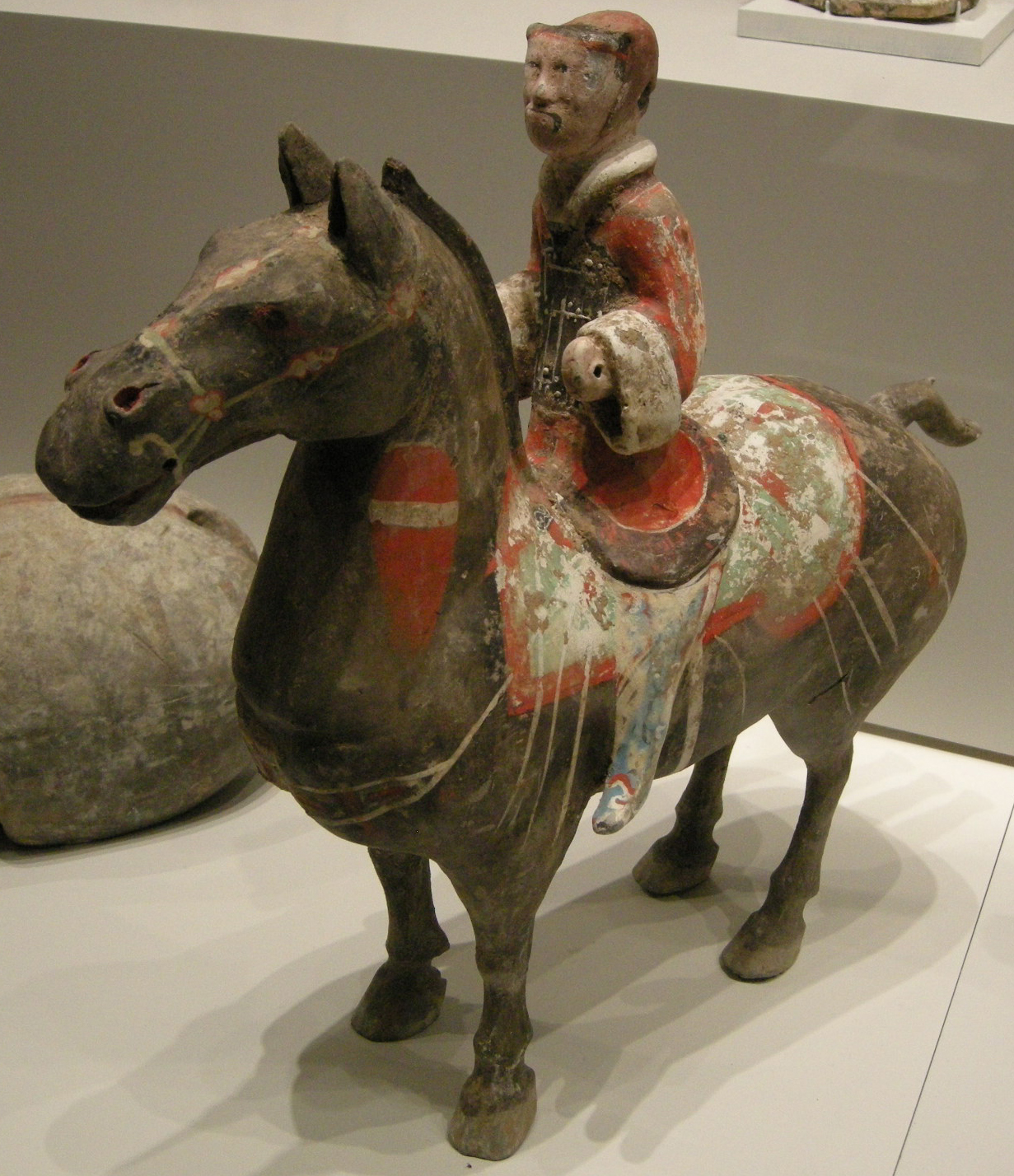
Династии Хань (202 г. до н. э. — 220 г. н. э.) окрашенная керамика, кавалерист в броне

Во время династии Хань был принят новый стиль брони, такой как латы из кожи и / или железа. В течение этого периода самый распространённый металл, используемый в доспехах, был железом, а иногда и сталью. Ранние солдаты Хан использовали броню и оружие, произведенные в эпоху Цинь. Армия династии Хань имела доспехи, стандартизированные для удовлетворения потребностей. Броня, используемая в эпоху династии Хань, включала пальто из пластин, 两 当 铠 (liang-tang или «двуликая» броня); и ламеллярную броню из металла или кожи, которые были подвешены на плечах шнурами. Эта броня использовалась как пехотой, так и кавалерией. Более тяжелый и более дорогой вариант, состоящий из металлических пластин, соединенных между собой, носили офицеры.
Щиты использовались как пехотой, так и кавалерией. Эти щиты обычно делались из дерева и часто подкреплялись металлическим центром и ободом.
Доспехи для лошадей стали появляться к конца династии Хань, но самые ранние доспехи, найдены еще в 302 году. В эпоху Троецарствия полностью бронированная кавалерия (броня, покрывающая как наездника, так и лошадь) широко использовалась в качестве ударных войск. Ранние доспехи лошади состояли из одной пластины, но позже доспехи лошадей стали состоять из нескольких частей: защита головы; шеи; грудной клетки; плеч; боковых частей; и подхвостника. Большинство кавалеристов были лучниками и иногда снимали защиту своих рук, что бы стрелять из лука или арбалета.

## Средневековые доспехи
В период династии Тан стали появляться доспехи типа горы (китайский: 山文铠; пиньинь: shānwénkǎi), которые были усовершенствованы во время династии Сун. Этот тип брони был сделан из множества маленьких кусков железа или стали в форме китайского символа для слова «гора» (山). Куски соединялись и приклеивались к тканевой или кожаной подложке. Он полностью покрывал туловище, плечи и бедра, оставаясь при этом удобным и достаточно гибким, чтобы обеспечить подвижность в бою. Кроме того, в это время высокопоставленные китайские офицеры использовали зерцальный доспех (китайский: 护心镜; pinyin: hùxīnjìng) для защиты важных частей тела, в то время как для других частей тела использовались тканевая, кожаная, ламельная и/или панцирная броня. Этот общий дизайн был назван «яркой броней» (китайский: 明光甲; pinyin: míngguāngjiǎ).

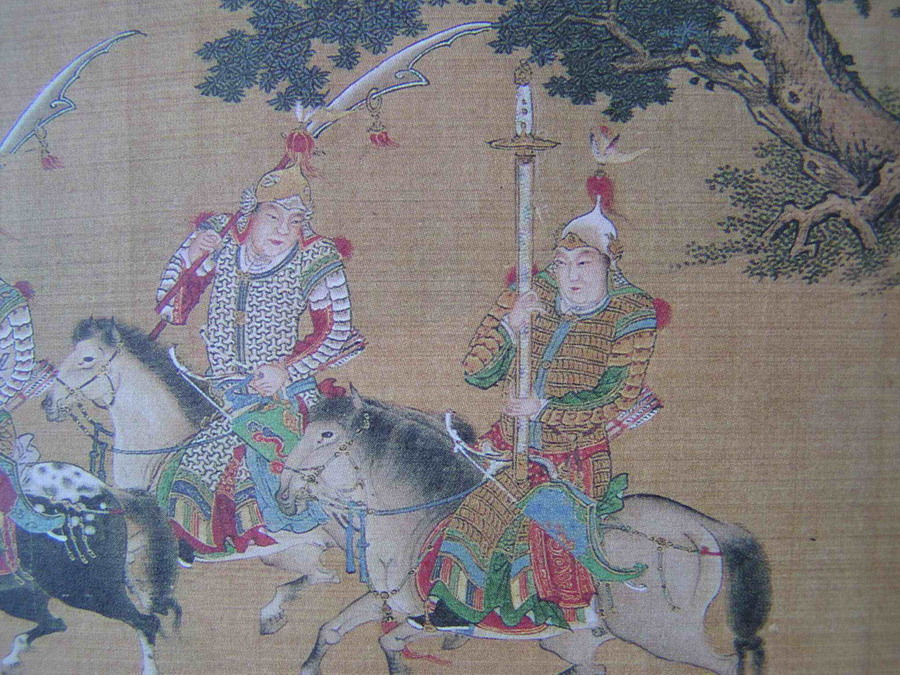
Всадники на картине династии Мин в броне типа горы

Кольчужная броня была введена в Китае, когда ее союзники в Центральной Азии отдали дань императору династии Тан в 718 году включающую доспехи, предположительно являющийся кольчужными. Китай впервые столкнулся с кольчугой в 384 году н. э., когда его союзник народ Кучи прибыли в «броне, похожей на цепи». В одно время в Китай была импортирована кольчуга, основным источником которой была Персия, но она не получила широкого распространения. До династий Юань и Мин, кольчужная броня была очень дорогой и престижной, как правило её носили дворяне и те, кто мог себе это позволить. Для рядовых воинов использовали гораздо более дешёвые, более знакомые, более простые в изготовлении и менее трудоёмкие, типы доспехов такие как ламеллярные доспехи. Эти типы брони лучше соответствовали потребностям китайцев, которым приходилось быстро производить большое количество брони для своих сил в случаях восстания или вторжения иноземной армии.

## Поздний китайский доспех

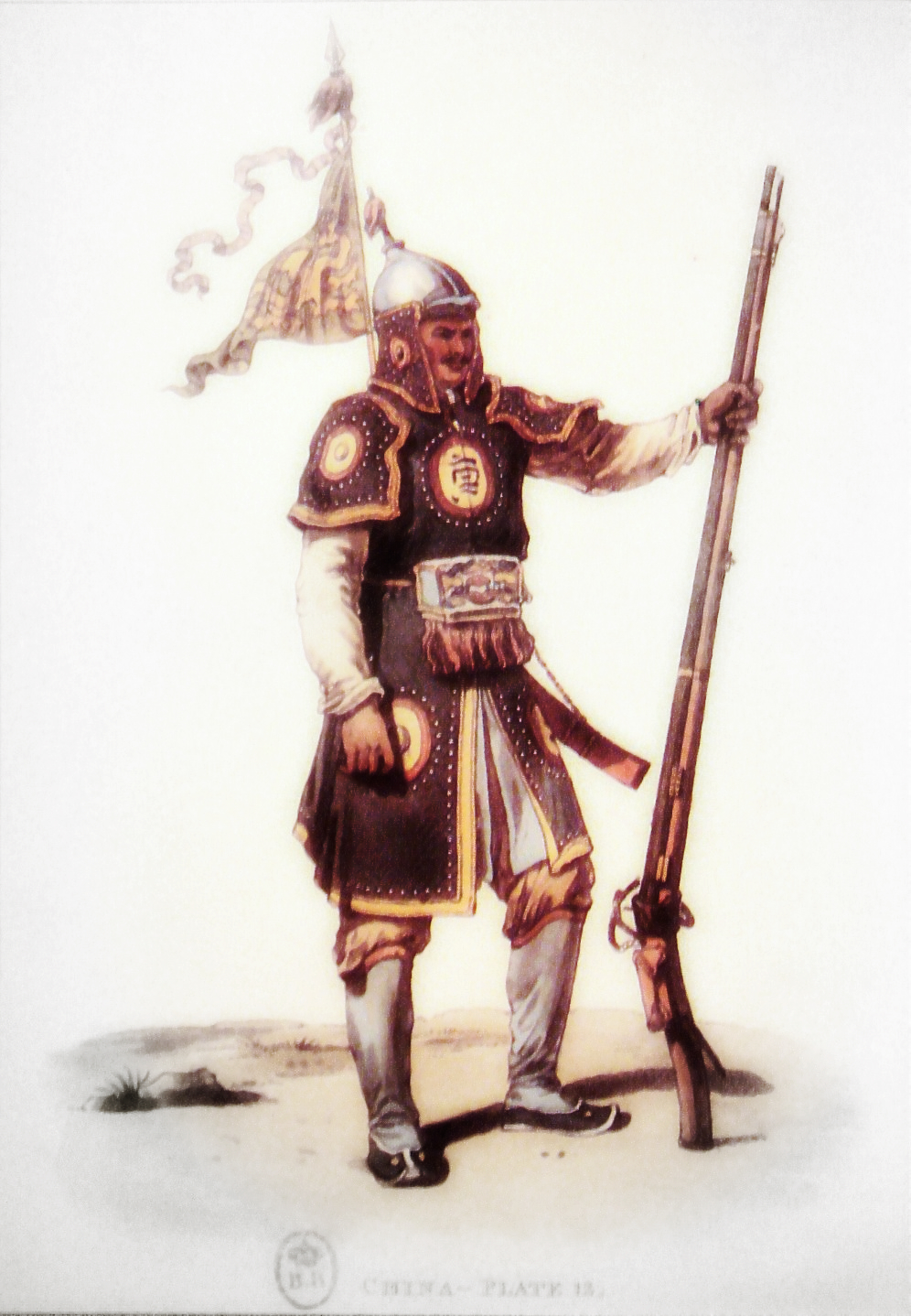
Солдат эпохи правления императора Цяньлуна, Династия Цин, рисунок William Alexander (painter), 1793 год.

К 19 столетию большинство доспехов носили в основном для церемониальных целей, как показатель ранга и статуса. Тип брони, который в основном использовался, был бригантина (dingjia; 釘 甲), тип брони, состоящий из кожи или ткани, обшитый металлическими пластинами изнутри. Иногда пластины изготавливались разных размеров и форм, чтобы обеспечить максимальную защиту. Китайский бригантина состоит из пяти частей: жилета, наплечников, юбки, подмышки и паховой секции. Напротив, корейская версия этой брони — это целый не делимый кусок материи. Бригантина впервые появились в Китае и Корее в 12 веке н. э. и использовались вплоть до XIX века. Использование брони стало снижаться после введения огнестрельного оружия. Большинство китайских солдат того времени не носили никаких доспехов и в основном носили одежду в гражданском стиле.

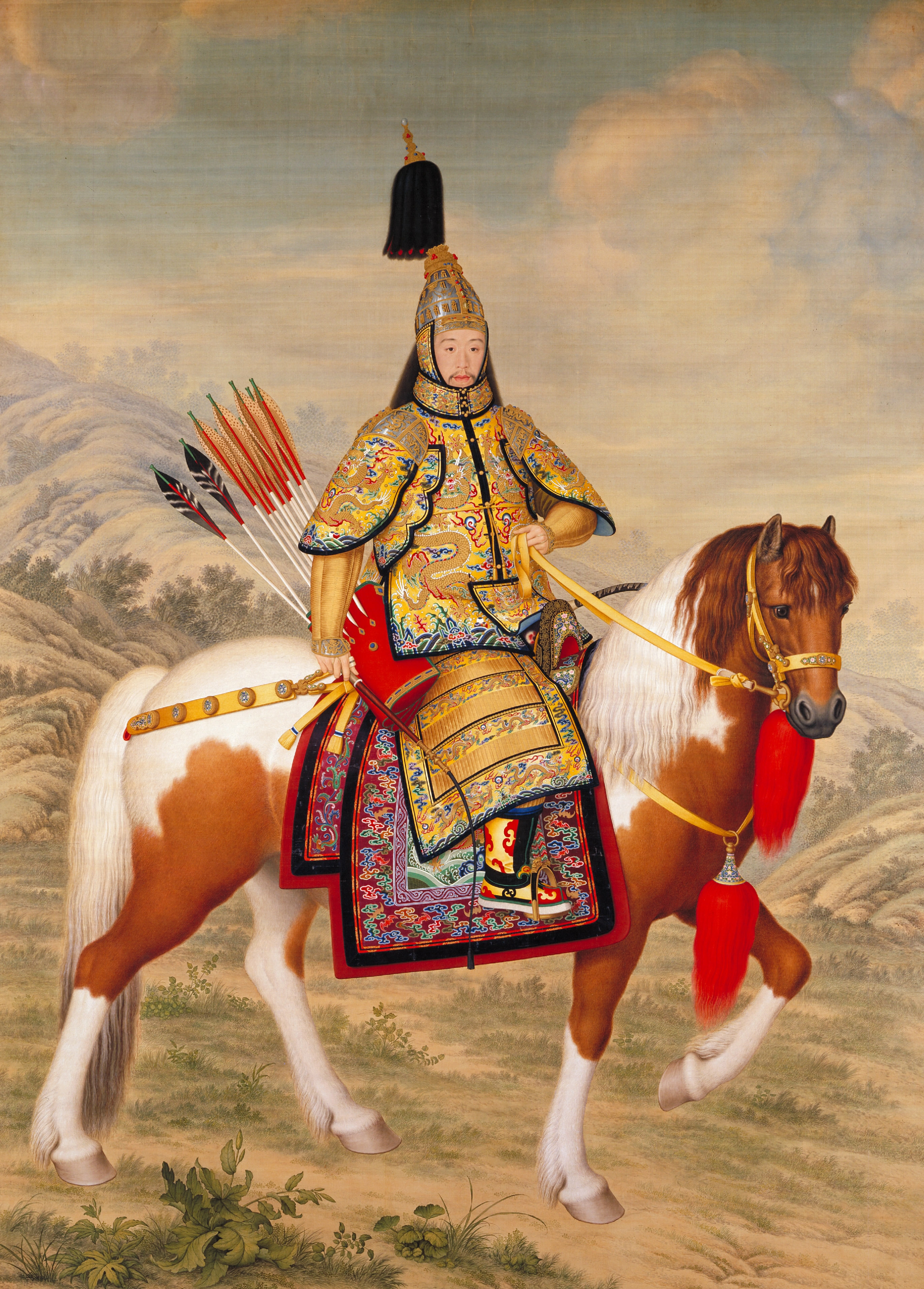
Китайский император Цяньлун (1735—1796 год), в парадном доспехе. Картина Джузеппе Кастильоне

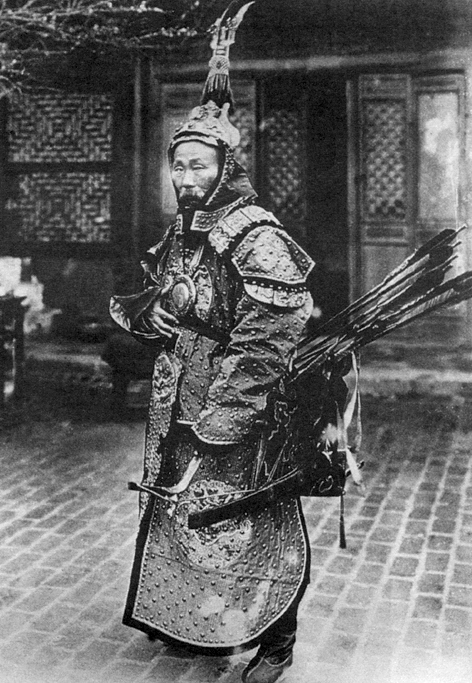
Династия Цин генерал Су Юаньчунь в доспехах, 1896 год

## Доспехи типа «Бригантина»
Известный оружиевед Михаил Горелик приписывает изобретение доспехов типа Бригантины, называемых в России Куяком, китайцам, которые, по его мнению, ввели их около VIII века н. э. в качестве парадной брони, сочетающей декоративность и высокие защитные свойства. Они представляли собой одежду из плотной ткани, усиленную прикреплёнными изнутри металлическими пластинами, расположенными с частичным перекрытием друг друга. Он же утверждает, что массовое распространения в Восточной Азии такие доспехи получили лишь в XIII веке, а затем были принесены монголами в Восточную и Западную Европу, где стали основой для местных вариантов — русского куяка и западноевропейской бригантины Для монгольской и китайской традиции характерны бригантины с металлическими пластинами, «спрятанными» (за исключением зерцала) под слоем ткани, в то время, как в русской традиции пластины нередко, хоть и не всегда, крепились «напоказ» поверх основы.

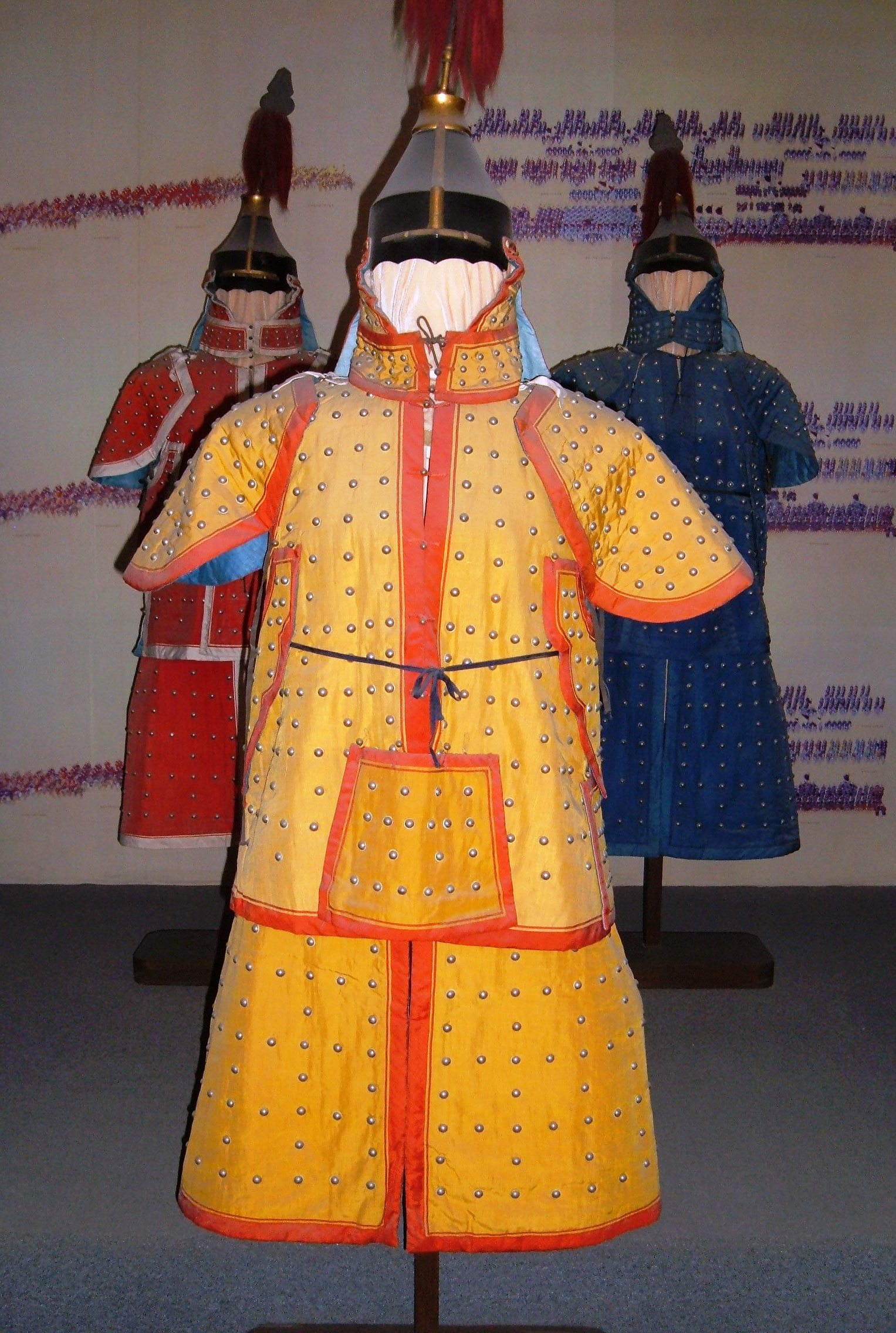
Китайский доспех с внутренним расположением пластин (или, вероятно, уже вовсе без них). Династия Цин.
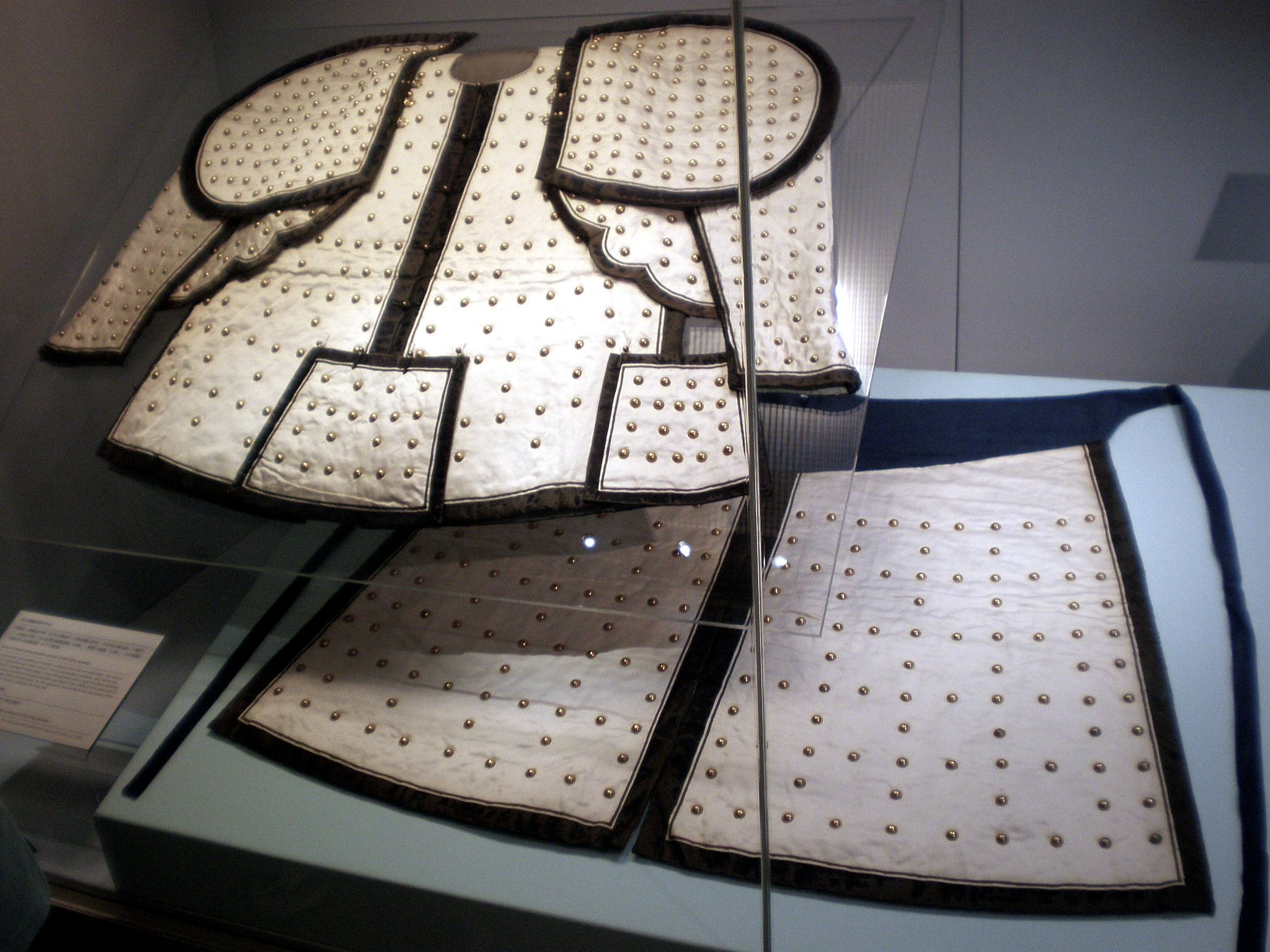
Поздний китайский доспех бригантинного типа с рукавами, наплечниками и отдельным подолом, выполняющим роль набедренников. Обтянут дорогим сатином и уже не имеет пластин, только крупные заклёпки. Династия Цин.

Снаружи бригантины имели слой цветной ткани. Многие из них снаружи были очень декоративны, обтянуты дорогими тканями, украшены вышивкой и большими фигурными головками заклёпок, в целом больше напоминая дорогую одежду, чем доспехи. Именно это обусловило их популярность в качестве парадных и офицерских доспехов. После широкого распространения огнестрельного оружия бригантина практически потеряли свои защитные функции. Поэтому китайские бригантины XVIII—XIX веков пластин уже обычно не имели (заклёпки часто оставались в качестве декоративного элемента) и по сути были просто военной — главным образом парадной — формой, обеспечивавшей защиту на уровне русского тегиляя или европейского гамбезона.